# Xhauga
Xhauga is een dorp in het district North-West in Botswana. De plaats telt 767 inwoners (2011).